# 오행숙
오행숙(吳幸淑, 1960년 11월 5일 ~ )은 대한민국의 제6·8·9대 전라남도 순천시의원이다.

## 학력
- 순천창촌국민학교 졸업
- 주암중학교 졸업
- 순천여자고등학교 졸업

## 경력
- 1978 ~ 1982 순천시청 근무
- 주암광천교회 집사
- 주암발전추진위원회 공동위원장
- 제14·15·16·17기 민주평화통일자문위원회 위원
- 2010.07 ~ 2014.06 제6대 전라남도 순천시의회 의원
- 2010.07 ~ 2012.07 제6대 전라남도 순천시의회 전반기 문화경제위원회 위원
- 2012.07 ~ 2014.06 제6대 전라남도 순천시의회 후반기 도시건설위원회 위원
- 2012.07 ~ 2012.10 제6대 전라남도 순천시의회 후반기 순천시관광상품개발을 위한 특별위원회 위원
- 2013.07 ~ 2013.07 제6대 전라남도 순천시의회 후반기 예산결산특별위원회 검사 대표 위원
- 제19대 대통령 선거 문재인 후보 중앙선대위 60년 민주당 계승위원
- 더불어민주당 중앙당 정책위원회 부위원장
- 2020.04 ~ 2022.06 제8대 전라남도 순천시의회 의원
- 2020.04 ~ 2020.07 제8대 전라남도 순천시의회 전반기 문화경제위원회 위원
- 2020.07 ~ 2022.06 제8대 전라남도 순천시의회 후반기 의회운영위원회 위원
- 2020.07 ~ 2022.06 제8대 전라남도 순천시의회 후반기 도시건설위원회 부위원장
- 2022.07 ~ : 제9대 전라남도 순천시의회 의원

## 역대 선거 결과
|  | 14.30% |

|  | 0% |

|  | 32.38% |